# جاك بارلو
جاك بارلو (بالإنجليزية: Jack Barlow)‏ هو مغني وكاتب أغاني أمريكي، ولد في 18 مايو 1924 في مولين في الولايات المتحدة، وتوفي في 29 يوليو 2011.

## روابط خارجية
- جاك بارلو على موقع IMDb (الإنجليزية)
- جاك بارلو على موقع ميوزك برينز (الإنجليزية)
- جاك بارلو على موقع ديسكوغز (الإنجليزية)
- جاك بارلو على موقع قاعدة بيانات الفيلم (الإنجليزية)